# Yoshiki Yamanaka
Yoshiki Yamanaka –en japonés, 山中祥輝, Yamanaka Yoshiki– (16 de junio de 1994) es un deportista japonés que compitió en natación. Ganó dos medallas de bronce en el Campeonato Mundial de Natación en Piscina Corta de 2016, en las pruebas de 4 × 100 m estilos y 4 × 100 m estilos mixto.

## Palmarés internacional
| Campeonato Mundial en Piscina Corta | Campeonato Mundial en Piscina Corta | Campeonato Mundial en Piscina Corta | Campeonato Mundial en Piscina Corta |
| Año                                 | Lugar                               | Medalla                             | Prueba                              |
| ----------------------------------- | ----------------------------------- | ----------------------------------- | ----------------------------------- |
| 2016                                | Windsor (Canadá)                    | Medalla de bronce                   | 4 × 100 m estilos                   |
| 2016                                | Windsor (Canadá)                    | Medalla de bronce                   | 4 × 50 m estilos mixto              |